# Artas (группа)
Artas — австрийская трэш-металл группа, основанная в 2006 году в Вене.

## История
Artas была образована в 2006 году в Вене (Австрия). Гитаристы Hannes и Sid, басист Radek, барабанщик Chris и вокалист Obimahan изначально назвали группу «Staub & Schatten» — именно в этом составе и с таким названием группа выступила и победила на конкурсе Metalchamp 2007 года. После победы им предложила контракт европейская Napalm Records. Вскоре после заключения контракта группа переименовывается в «Artas» и под руководством Джакоба Хансена записывает свой дебютный альбом. Этот альбом они называют The Healing и публикуют 26 сентября 2008. Примечательно, что альбом содержал песни не только на немецком, но и на английском и даже на испанском языках; также в альбом группа включила свой кавер на песню Coolio — Gangsta’s Paradise. В 2009 Artas путешествовали в качестве группы для разогрева для Hatesphere, а в 2010 аналогично для Callejon. 28 января 2011 г. вышел их второй альбом «Riotology»
Группа играет в жанре трэш-метал с элементами мелодичного дэт-метала.

## Дискография
- 2008: The Healing (альбом, Napalm Records)
- 2011: Riotology (альбом, Napalm Records)
- 2018: Ora et Gomorrha (альбом, Atmaah Records)